# Аббатство Келсо
Аббатство Келсо (англ. Kelso Abbey) — разрушенный католический монастырь в Келсо, Шотландия.
В 1113 г. Давид, князь Камбрии призвал в свои земли двенадцать монахов и настоятеля из французского аббатства в Тироне (где он когда-то бывал). По просьбе Давида тиронцы основали монашескую общину в Селкерке. В 1128 г. Давид, к тому времени занявший шотландский престол, даровал монахам из Селкерка земли под Келсо недалеко от своей резиденции в Роксбурге, куда они вскоре и перебрались. 
Возведение монастырской церкви продолжалось в течение пятнадцати лет, с 1128 по 1143 гг., а по завершении строительства она была посвящена Деве Марии и Святому Иоанну. Во второй половине XIII века монахами из аббатства Келсо был основан приорат в Фого.
На протяжении долгого времени аббатство оставалось одним из самых богатых и влиятельных религиозных центров Шотландии — так, например, в 1460 г. в его стенах был коронован Яков III. Из-за близкого соседства с английской границей неоднократно подвергалось нападениям англичан во время частых в те времена англо-шотландских конфликтов. Наиболее серьёзно аббатство было повреждено войсками графа Гертфорда, который в 1544—1545 гг. совершал набеги на юг Шотландии.
Когда в Шотландии началась эпохи Реформации (около 1560 года), для аббатства наступили тяжёлые времена. Его перестали восстанавливать после набегов, в результате чего строения на его территории пришли в упадок, а в 1587 г. аббатство было официально закрыто.
Между 1647 и 1771 гг. церковь аббатства использовалась как приходская. После закрытия церкви местные жители стали разбирать её на строительные материалы. К 1805 году от памятника средневекового зодчества сохранились только западная башня и трансепт. 
В 1933 году на территории аббатства была возведена усыпальница герцогов Роксбург в стиле, характерном для религиозной архитектуры XII века.